# Салгейру (Фундан)
Салгейру (порт. Salgueiro; МФА: [saɫ.ˈgɐj.ɾu]) — парафія в Португалії, у муніципалітеті Фундан. Розташована в східній частині країни, на теренах історичної португальської провінції Бейра. Входить до складу округу Каштелу-Бранку. За адміністративним поділом, чинним до 1976 року, терени парафії були складовою провінції Нижня Бейра. Належить до Порталегрівсько-Каштелу-Бранківської діоцезії Католицької церкви. Патрон — святий Варфоломій. Площа — 56,8035 км². Населення — 690 ос. (2011). Слабо урбанізований регіон. Густота населення — 12,15 осіб/км²
. Код — 050423.

## Населення
| Кількість мешканців | Кількість мешканців | Кількість мешканців | Кількість мешканців | Кількість мешканців | Кількість мешканців | Кількість мешканців | Кількість мешканців | Кількість мешканців | Кількість мешканців | Кількість мешканців | Кількість мешканців | Кількість мешканців | Кількість мешканців | Кількість мешканців |
| ------------------- | ------------------- | ------------------- | ------------------- | ------------------- | ------------------- | ------------------- | ------------------- | ------------------- | ------------------- | ------------------- | ------------------- | ------------------- | ------------------- | ------------------- |
| 1864                | 1878                | 1890                | 1900                | 1911                | 1920                | 1930                | 1940                | 1950                | 1960                | 1970                | 1981                | 1991                | 2001                | 2011                |
| 879                 | 992                 | 1 151               | 1 224               | 1 302               | 1 197               | 1 448               | 1 516               | 1 850               | 1 733               | 1 209               | 1 077               | 718                 | 807                 | 690                 |